# Hilara eviana
Hilara eviana är en tvåvingeart som beskrevs av Straka 1976. Hilara eviana ingår i släktet Hilara och familjen dansflugor. Arten är reproducerande i Sverige. Inga underarter finns listade i Catalogue of Life.